# Lonchetron
Lonchetron is een geslacht van vliesvleugeligen uit de familie Pteromalidae. De wetenschappelijke naam van dit geslacht is voor het eerst geldig gepubliceerd in 1956 door Graham.

## Soorten
Het geslacht Lonchetron omvat de volgende soorten:
- Lonchetron cyclorum Liao & Huang, 1988
- Lonchetron fennicum Graham, 1956